# Estación Experimental Agrícola de Oregón
La Estación Experimental Agrícola de Oregón en inglés : Oregon Agricultural Experiment Station (OAES) en Corvallis, condado de Benton, Estado de Oregón, es una estación experimental agrícola que está afiliada a la Universidad Estatal de Oregón y coordina la investigación en las estaciones experimentales de Oregón. Recibe financiación estatal y financiación de contratos para su trabajo. Tiene 11 sucursales.

## Historia
Fue establecido en 1887 después de la aprobación de la Ley Hatch de 1887, y comenzó en el Oregon Agricultural College en 1888. 
Publica un boletín de la estación. También produjo películas y anuncios de servicio público. 
Las prácticas de las tareas domésticas rurales se comenzaron a estudiar cuando se agregaron investigadoras a la organización.
Entre sus temas de publicación han incluido estudios sobre suelos, plagas y cultivos.

## Campus de Corvallis
Edgar Grimm fue el primer director.
La primera sucursal se abrió en Union, Oregón en 1901. 
El histórico Red Barn fue construido en 1914 en la estación experimental en Union, Oregón.
Deinococcus radiodurans fue descubierto en la estación experimental de Corvallis.

## Estaciones experimentales sucursales
- Centro de Investigación Agrícola del Este de Oregon en Union
- Estación experimental agrícola de Malheur en Malheur[7]
- Estación experimental del sur de Oregón[8]
- Centro de Extensión e Investigación Agrícola de Hermiston en Hermiston
- Centro de Investigación y Extensión North Willamette en Aurora
- Centro de Extensión e Investigación Agrícola de Mid-Columbia en Hood River
- Centro de Investigación Agrícola de la Cuenca de Columbia (CBARC) en Pendleton
- Ontario
- Estación Experimental Agrícola del Sur de Oregon en Medford
- Centro de Investigación Agrícola del Este de Oregon en Burns
- Madras
- Centro de Investigación y Extensión de la Cuenca de Klamath en Klamath Falls
- Estación experimental marina costera de Oregón en Astoria
- Portland, Centro de Innovación Alimentaria

## Anteriormente
- Estación Experimental John Jacob Astor (cerrada en 1972)
- Estación Harney Branch, (cerrada en 1954)
- Pendleton Experiment Station y Sherman Experiment Station (fusionadas para formar CBARC)
- Centro de Extensión e Investigación Agrícola de Oregon Central en Powell Butte, vendido en 2018